# (5029) Ireland
(5029) Ireland ist ein Asteroid des Hauptgürtels, der am 24. Januar 1988 von den US-amerikanischen Astronomen Carolyn Shoemaker und Eugene Shoemaker am Palomar-Observatorium (IAU-Code 675) in Kalifornien entdeckt wurde.
Der Asteroid wurde 1995 nach der westeuropäischen Insel Irland benannt, um ein Jahr der Jubiläen zu feiern.